# Synanthedon insidiosa
Synanthedon insidiosa is een vlinder uit de familie van de wespvlinders (Sesiidae). De wetenschappelijke naam van de soort is voor het eerst geldig gepubliceerd in 1911 door Le Cerf.